# Словенија на Европском првенству у атлетици у дворани 2015.
Словенија је учествовала на 33. Европском првенству у дворани 2015 одржаном у Прагу, Чешка, од 5. до 8. марта. Ово је било једанаесто Европско првенство у дворани од 1994. године од када Словенија редовно учествује самостално под овим именом. Репрезентацију Словеније представљало је 12 такмичара (5 мушкараца и 7 жена) који су се такмичили у 10 дисциплина (3 мушке и 7 женских).
На овом првенству представници Словеније нису освојили ниједну медаљу. Постигли су 2 лична рекорда и 3 најбоља лична резултата сезоне.
У табели успешности према броју и пласману такмичара који су учествовали у финалним такмичењима (првих 8 такмичара) Словенија је са 1 учесником у финалу делила 31. место са 1 бодом, од 33 земље које су имале представнике у финалу. Укупно је учествовало 49 земаља.
| Пл. | Земља     | 1. место | 2. место | 3. место | 4. место | 5. место | 6. место | 7. место | 8. место | Бр. фин. Бод. |
| --- | --------- | -------- | -------- | -------- | -------- | -------- | -------- | -------- | -------- | ------------- |
| 31. | Словенија | –        | –        | –        | –        | –        | –        | –        | 1 - 1    | 1 - 1         |

## Учесници
| Мушкарци: - Лука Јанежич — 400 м - Алеш Звер — 800 м - Жан Рудолф — 800 м - Луцијан Залокар — 800 м - Роберт Ренер — Скок мотком | Жене: - Маја Михалинец — 60 м - Соња Роман — 1.500 м, 3.000 м - Маруша Мишмаш — 3.000 м - Марина Томић — 60 м препоне - Нина Ђорђевић — Скок удаљ - Саша Бабшек — Троскок - Тина Ратеј — Скок мотком |  |

## Резултати

### Мушкарци
| Атлетичар       | Дисциплина  | Лични рекорд | Квалификације | Квалификације | Полуфинале           | Полуфинале           | Финале               | Финале      | Детаљи |
| Атлетичар       | Дисциплина  | Лични рекорд | Резултат      | Место         | Резултат             | Место                | Резултат             | Место       | Детаљи |
| --------------- | ----------- | ------------ | ------------- | ------------- | -------------------- | -------------------- | -------------------- | ----------- | ------ |
| Лука Јанежић    | 400 м       | 46,59 НР     | 46,98         | 3. у гр. 4 кв | Није стартовао       | Није стартовао       | Није стартовао       | НЗ          |        |
| Алеш Звер       | 800 м       | 1:49,60      | 1:49,89       | 5 у гр. 1     | Није се квалификовао | Није се квалификовао | Није се квалификовао | 20. / 40    |        |
| Жан Рудолф      | 800 м       | 1:46,96 НР   | 1:50,08       | 4. у гр. 5    | Није се квалификовао | Није се квалификовао | Није се квалификовао | 23. / 40    |        |
| Луцијан Залокар | 800 м       | 1:50,35      | 1:51,35       | 5. у гр. 6    | Није се квалификовао | Није се квалификовао | Није се квалификовао | 35. /40     |        |
| Роберт Ренер    | скок мотком | 5,62         | 5,25          | 15.           |                      |                      | Није се квалификовао | 15. / 20/23 |        |

### Жене
| Атлетичарка    | Дисциплина   | Лични рекорд | Квалификације | Квалификације | Полуфинале            | Полуфинале   | Финале                | Финале        | Детаљи |
| Атлетичарка    | Дисциплина   | Лични рекорд | Резултат      | Место         | Резултат              | Место        | Резултат              | Место         | Детаљи |
| -------------- | ------------ | ------------ | ------------- | ------------- | --------------------- | ------------ | --------------------- | ------------- | ------ |
| Маја Михалинец | 60 м         | 7,26         | 7,26 =ЛР      | 3. и гр. 1 КВ | 7,29                  | 6. у пф. 2   | Није се квалификовала | 16 /37 (38)   |        |
| Соња Роман     | 1.500 м      | 4:16,01      |               |               |                       |              | 4:20,85               | 10. /11.      |        |
| Соња Роман     | 3.000 м      | 8:54,24      | НЗ            | НЗ            |                       |              | БП                    | БП            |        |
| Маруша Мишмаш  | 3.000 м      | 9:00,13      | 8:57,96 ЛР    | 3. у гр. 1    | 8:59,51               | 8. / 18 (19) |                       |               |        |
| Марина Томић   | 60 м препоне | 8,05         | 8,09 ЛРС      | 4. у гр. 3    | 8,08 ЛРС              | 8. у пф. 1   | Није се квалификовала | 14. / 24 (26) |        |
| Тина Шутеј     | скок мотком  | 4,71 НР      | 4,55 ЛРС      | 10.           |                       |              | Није се квалификовала | 10 / 20 (22)  |        |
| Нина Ђорђевић  | скок удаљ    | 6,47         | 6,30          | 13.           | Није се квалификовала | 13 / 22      |                       |               |        |
| Саша Бабшек    | троскок      | 13,54        | 13,46         | 19.           | Није се квалификовала | 19 / 22 (33) |                       |               |        |